# MV Helt
MV Helt je bila splošna tovorna ladja v estonski lasti, ki je plula pod panamsko zastavo in je med rusko invazijo na Ukrajino leta 2022 potonila v Črnem morju ob obali Odese.

## Značilnosti
Helt je bil 79 m dolga splošna tovorna ladja s širino 11 m. Bruto tonaža je znašala 1473 ton, nosilnost pa 2086 ton. Plovilo je imelo motor Deutz z močjo 599 kW (803 hp).

## Zgodovina
Ladjo je leta 1986 pod imenom Hel zgradil Van Ejik Scheepsbouw v Sliedrechtu na Nizozemskem za podjetje U.Loding & Co. Leta 1992 je bila preimenovana v Hella in ponovno leta 2003 v Beetpulp Trader. Leta 2013 je njeno matično pristanišče postalo Porvoo na Finskem in se je preimenovala v Carisma. Svoje trenutno ime Helt je prejela leta 2014, ko sta se njeno pristanišče in zastava spremenila v Panamo.
2. marca 2022 je ladja prazna plula skozi Črno morje. Po navedbah ukrajinske vojske je ruska mornarica ladjo preusmerila na nevarno območje Črnega morja ob obali Odese, da bi jo lahko uporabili za prikrivanje premikov ruskih ladij v pripravah na amfibijski napad na Odeso. 3. marca je ladjo med zasidranjem zadela eksplozija. Natančne okoliščine eksplozije niso znane, čeprav so poročali, da jo je verjetno povzročila morska mina. Kmalu po eksploziji se je ladja začela potapljati in njena šestčlanska posadka je ladjo zapustila. Dva sta bila na rešilnem čolnu, status ostalih štirih pa je bil neznan. Ukrajinska reševalna služba je po nekaj urah uspešno rešila vseh šest članov posadke in jih nato odpeljala v bolnišnico v Čornomorsku. Posadko so sestavljali štirje Ukrajinci, Rus in Belorus.